# Thomas Clutterbuck
Thomas Clutterbuck (1697 - 23 novembre 1742) est un homme politique britannique qui siège à la Chambre des communes britannique de 1722 à 1742 et au Parlement d'Irlande de 1725 à 1742.

## Biographie
Il est le fils aîné de Thomas Clutterbuck d'Ingatestone, Essex, et de son épouse Bridgett Exton, fille de Sir Thomas Exton, LLD, l'un des six greffiers de la chancellerie . Il s'inscrit à la Christ Church d'Oxford le 20 octobre 1713, à l'âge de 16 ans  puis est admis au Middle Temple en 1713. Il épouse Henrietta Cuffe Tollemache, fille de Lord Huntingtower le 1er mai 1731.
Il est élu député de Liskeard aux élections générales britanniques de 1722. Il est réélu lors des élections générales britanniques de 1727. Aux Élections générales britanniques de 1734 il est réélu en tant que député de Plympton Erle. Il l'est de nouveau aux élections générales britanniques de 1741. De 1724 à 1730, il est Secrétaire en chef pour l'Irlande de John Carteret, Lord lieutenant d'Irlande  et également membre du Parlement d'Irlande pour Lisburn de 1725 à 1742 , trésorier de 1741 à 1742 et trésorier de la marine en 1742. Il est nommé conseiller privé le 24 juin 1742 .
Il est décédé le 23 novembre 1742, laissant un fils et trois filles .